# 杨海
杨海（1957年3月—），辽宁凤城人，武警少将警衔，第十二届全国人民代表大会福建地区代表。

## 生平
中国人民解放军国防大学联合战役指挥专业研究生毕业。曾任武警部队司令部通信部部长，2010年12月接棒升任武警部队副参谋长的黄海辉，任武警福建省总队总队长。2013年，根据中央军委的部署，武警总队军事首长由总队长、副总队长改称司令员、副司令员，杨海所任职务改称武警福建总队司令员。2013年，担任全国人大代表。2015年7月到龄退役。2015年11月，福建省十二届人大常委会第十九次会议今天上午表决通过决定，鉴于杨海涉嫌严重违纪，罢免其第十二届全国人大代表职务，报第十二届全国人大常委会备案、公告。